# Hexatoma (Eriocera) dignitosa
Hexatoma (Eriocera) dignitosa is een tweevleugelige uit de familie steltmuggen (Limoniidae). De soort komt voor in het Oriëntaals gebied.